# Elio Matassi
Elio Matassi (San Benedetto del Tronto, 22 settembre 1945 – Roma, 17 ottobre 2013) è stato un filosofo italiano.

## Biografia
Elio Matassi, allievo di Emilio Garroni, è stato professore ordinario di Filosofia morale, coordinatore scientifico della sezione Filosofia, Comunicazione, Storia e Scienze del Linguaggio del Dipartimento di Filosofia, Comunicazione e Spettacolo dell'Università Roma Tre; in precedenza era stato direttore del Dipartimento di Filosofia (2006-2012). Si è occupato anche di Estetica musicale.
È stato Presidente della Società Filosofica Romana e ha fatto parte del comitato direttivo nazionale della SFI (Società Filosofica Italiana). 
È stato nel comitato d'onore della Fondazione Amadeus. Presidente dell’Accademia Estetica Internazionale di Rapallo, responsabile della sezione filosofica del Consiglio scientifico del Centro italo-tedesco di Villa Sciarra (Roma), membro della giunta del CAFIS dell'Università Roma Tre. È stato anche membro del Comitato scientifico della Fondazione Résonnance dell'Università di Losanna.
Ha diretto la collana Musica e Filosofia per la Mimesis Edizioni di Milano e quella su I Dilemmi dell'Etica per la casa editrice Epos di Palermo. Ha tenuto un blog sul "Fatto quotidiano" sui temi che legano la filosofia alle dimensioni del contemporaneo.
Ha collaborato con la rubrica Ricercare, dedicata alla filosofia della musica, al mensile Amadeus e al mensile Stilos. È stato direttore della collana Italiana per Orthotes Editrice (Napoli).
È stato anche membro del comitato scientifico-direttivo delle seguenti riviste: Colloquium philosophicum, Paradigmi,Quaderni di estetica e di critica, Bollettino di studi sartriani, Filosofia e questioni pubbliche, Links, Lettera Internazionale, Phasis, Itinerari, Prospettiva Persona, Metabolè, Babel online, Civitas et Humanitas. Annali di cultura etico-politica. Per quanto concerne il settore estetico-musicale è presente nel comitato direttivo della rivista internazionale Ad Parnassum. A Journal of Eighteenth-and Nineteenth-Century Instrumental Music, di Hortus Musicus, Civiltà musicale, Orpheus, Itamar. Revista de Investigación Musical: Territorios para el Arte.
Ha ricoperto la presidenza di giuria per il Premio Frascati Filosofia dal 2009.
Menzione speciale della giuria all'VIII premio internazionale di saggistica “Salvatore Valitutti”, ottobre 2001, per Bloch e la musica (2001)
È stato uno dei principali collezionisti al mondo di incisioni relative alle esecuzioni delle sinfonie e della liederistica di Gustav Mahler (circa mille tra vinili e compact disc).

## Pensiero
Si è occupato di filosofia tedesca dell'Ottocento e del Novecento, in particolare del pensiero di Hegel, delle scuole hegeliane, del Neocriticismo tedesco, del marxismo occidentale e della scuola di Francoforte.
Il suo primo lavoro (1977) è stato dedicato alle Vorlesungen hegeliane di filosofia del diritto e all'interpretazione fornitane da Eduard Gans. Nel lavoro successivo, del 1979, si è occupato del pensiero del giovane György Lukács, in particolare dal 1907 al 1918, utilizzando per la prima volta il celebre manoscritto "Dostoevskij" si è poi occupato del filosofo frisone Frans Hemsterhuis, l'autore della celebre Lettera sui Desideri, tradotta in tedesco da Johann Gottfried Herder e del dialogo Alessio o dell'età dell'oro, tradotto in tedesco da Friedrich Heinrich Jacobi.
Le sue più recenti ricerche hanno riguardato la filosofia della musica moderna e contemporanea e in particolare su quella di Ernst Bloch, di Walter Benjamin e di Theodor Adorno, fino ad elaborare un'originale filosofia dell'ascolto, le cui suggestioni si possono rintracciare nella teoria musicale moderna di Ernst Kurth, elaborata nei Fondamenti del contrappunto lineare. In tale prospettiva di ricerca, filosofia della musica e filosofia dell'ascolto sono strettamente compenetrate, fino a diventare il paradigma di una rivoluzione formativa che mette al centro del sistema educativo contemporaneo la musica nella sua declinazione storico-teorica come in quella pratica.
All'interno di tale prospettiva svolge un ruolo centrale Wolfgang Amadeus Mozart, il "più ascoltante tra gli ascoltanti" come lo definì Martin Heidegger.

## Opere
- Le Vorlesungen-Nachschriften hegeliane di filosofia del diritto, Roma, Sansoni, 1977
- Il giovane Lukàcs. Saggio e sistema, Napoli, Guida, 1979
- Hemsterhuis. Istanza critica e filosofia della storia, Napoli, Guida, 1983
- Eredità hegeliane, Napoli, Morano, 1992
- Terra, Natura, Storia, Soveria Mannelli, Rubbettino, 1995
- Bloch e la musica, Salerno, Fondazione Filiberto Menna, Marte editore, 2001
- Musica, Napoli, Guida, 2004 (traduzione francese in corso)
- La bellezza (insieme a Walter Pedullà e Fulcro Pratesi), Soveria Mannelli, Rubbettino, 2005
- Th. W. Adorno: l'estetica. L'etica (insieme a Elena Tavani), Donzelli, Roma 2005
- L'idea di musica assoluta, Nietzsche e Benjamin, Rapallo, Il ramo, 2007
- Kierkegaard e la condizione desiderante. Le seduzioni dell'estetico (insieme a Isabella Adinolfi) Il nuovo melangolo, Genova 2009
- Filosofia dell'ascolto, Rapallo, Il ramo, 2010
- Il giovane Lukàcs. Saggio e sistema, ristampa con una nuova introduzione, Milano, Mimesis Edizioni, 2011.
- La Pausa del Calcio, Rapallo, Il ramo 2012.
- Pensare il calcio, Rapallo, Il Ramo 2013.
- Escucha y comunidad: desde el "Fragmento filosofico-politico (W. Benjamin) a la "Investigaciones filosoficas sobre las situaciones musicales" (G. Anders), ITAMAR, vol. 3, ISSN 1889-1713
- Sur l'échange pervers entre thèodicée et anthropoligie. LA RÈGLE DU JEU, vol. 39, p. 269-275, ISSN 1148-8700
- El espiritu faustiano y la musica. ITAMAR, ISSN 1889-1713
- Kierkegaard, el Don Juan de Mozart y el demoniaco. ITAMAR, p. 131—138, ISSN 1889-1713
- MUSICAL CARPET: PHILOSOPHIE OF THE HISTORY OF MUSIC CONTRA THE SOCIOLOGY OF MUSIC. AD PARNASSUM, vol. V, N.9 APRILE, ISSN 1722-3954
- HESSE UND DIE "NEUPYTAGIRUSCHE MUSIKLEHRE". HERMANN-HESSE-JAHRBUCH, vol. 3, p. 121-131, ISSN 1614-1423
- Adaemonic/Daemonic Spirit of Music: E.T.A. Hoffmann's Review of Beethoven's Fifth Symphomy and the Apology of Instrumental Music in W.H. Wackenroder. AD PARNASSUM, vol. II APRILE, p. 153-163, ISSN 1722-3954
- INSTRUMENTAL MUSIC IN W.H. WACKERONDER. AD PARNASSUM, vol. 2, p. 153-163, ISSN 1722-3954
- "Musical Concepts":Philosophy of the History of Music 'contra' the Sociology of Music. In: Instrumental Music and the Industrial Revolution. ISBN 978-88-8109-468-4
- Ernst Kurth als moderner Klassiker: die Philosophie des Zuhoerens. In: Klassische Moderne. WÜRZBURG:Koenigshausen & Neumann
- Georg Lukàcs und das Jahr 1968 in der italienischen Kultur. In: RUDIGER DANNEMANN A CURA DI. Lukàcs und 1968. Eine Spurensuche. ISBN 978-3-89528-707-7
- Vladimir Jankélévitch et l'écoute mortelle. In: En dialogue avec Vladimir Jankélévitch. ISBN 978-2-7116-4363-9
- Hesse und die neupythagoreische Musiklehre. In: Hermann-Hesse-Jahrbuch, Band 3
- L'esthétique musical en tant que philosophie, in AA.VV. In: ELIO MATASSI. Perspectives de l'esthétique musicale entre théorie et histoire. p. 85-96, PARIS:L'Harmattan, ISBN 978-2-296-03392-4
- L'Ineffable et l'utopique comme dimension de l'écoute: Jankelévitch et Bloch AA.VV., Vladimir Jankélévitch. L'empreinte du passeur, sous la direction du Francoise Schwab et Jean-Marc Rovièr. In: ELIO MATASSI. Vladimir Jankélévitch. L'empreinte du passeur, sous la direction du Francoise Schwab et Jean-Marc Rovièr. p. 119-136, CERISY-LA SALLE:EDITION LE MANUSCRIT
- BEAUTY AND TEMPORALITY IN HEMSTERHUIS'S LETTRE SUR LA SCULPTURE. In: MELICA C. CURATORE. HEMSTERHUIS: A EUROPEAN PHILOSOPHER REDISCOVERED. p. 143-154, NAPOLI:Vivarium, ISBN 88-85239-98-6
- Die Musikphilosophie bei W. Benjamin und G.ANDERS. In: AA.VV.. Theologie und Politik a c. di B.Witte. p. 212-222, BERLINO:Eric Schmidt Verlag, ISBN 3-503-07949-1
- Sur la peinture Hernéutique: Pier Augusto Breccia, "le messager d'alterité", in Pier Augusto Breccia "Le langage chiffré dell'Etre". In: Du Nihilism à l'hermenéutique
- ÉCOUTE MUSICALE ET PLAISIR ESTHÉTIQUE CHEZ ERNST BLOCH. In: D'HUBERT DAMISCH. Y VOIR MIEUX, Y REGARDER DE PLUS PRES. vol. UNICO, p. 153-161, PARIS: Éditions rue d'Ulm; ISBN 978-2-7288-0297-5
- Hemsterhuis Franciscus - Lettera sulla scultura; a c. di Elio Matassi. Palermo: Aesthetica, 1994; ISBN 88-7726-034-3
- Trauerspiel und Oper bei Walter Benjamin. In: Klang und Musik bei Walter Benjamin, hrsg. von Tobias Robert Klein, Wilhelm Fink, Muenchen 2013, pp. 69–75, ISBN 978-3-7705-5343-3
- Funktion der Kunst und absoluter Idealismus bei Hegel, in "Kunst-Religion-Politik", a cura di Alain Patrick Olivier, Elizabeth Weisser-Lohmann, Fink, Muenchen, 2013, pp. 73–79. ISBN 978-3-7705-5320-4
- Sur la peinture Hernéutique: Pier Augusto Breccia, “le messager d’alterité”, in Pier Augusto Breccia “Le langage chiffré dell’Etre”. In: Du Nihilism à l’hermenéutique